# Stazione di Ealing Broadway
La stazione di Ealing Broadway è una stazione che si trova a Ealing, nel borgo londinese omonimo.
È servita dai servizi dalla metropolitana di Londra e da treni suburbani e nazionali transitanti sulla Great Western Main Line.

## Storia
La Great Western Railway (GWR) inaugurò una tratta a scartamento largo (2140 mm) tra Paddington e Taplow il 6 aprile 1838. Ealing Broadway fu aperta su questo tratto il 1º dicembre 1838. Essendo l'unica stazione della zona all'epoca, fu battezzata semplicemente Ealing, ma fu rinominata Ealing Broadway nel 1875.
I servizi della District Railway (DR, oggi la linea District) iniziarono il 1º luglio 1879, quando la DR aprì una diramazione dalla stazione di Turnham Green sulla sua linea per Richmond. La DR costruì una propria stazione, con tre piattaforme, immediatamente a nord della stazione della GWR, anche se, in seguito all'installazione di un collegamento tra le due ferrovie a breve distanza verso est, i treni della DR per un breve periodo servirono anche la stazione della GWR, tra il 1º marzo 1883 e il 30 settembre 1885, per un servizio verso la stazione di Windsor, cancellato in quanto poco remunerativo.
In seguito all'elettrificazione della linea principale della DR attraverso Ealing Common per South Harrow nel 1903, la sezione di Ealing Broadway fu elettrificata nel 1905, e i primi convogli elettrici per la stazione partirono il 1º luglio 1905. L'edificio originale di mattoni della DR fu rimpiazzato nel 1910 da uno con la facciata in pietra.
Prima della prima guerra mondiale, nel 1911, era stata progettata dalla GWR una linea, principalmente merci, tra Ealing e Shepherd's Bush, che si sarebbe collegata da ovest verso sud con la West London Line. La Central London Railway (CLR, oggi la linea Central) avrebbe usato questa linea, abbandonando la sua politica di non condividere l'uso di binari con altre compagnie ferroviarie, costruendo un'estensione in direzione nord-ovest dalla stazione di Wood Lane (chiusa in seguito nel 1947 e rimpiazzata dalla stazione di White City) per collegarsi con questa diramazione della GWR, chiamata Ealing & Shepherd's Bush Line.. La GWR aprì la diramazione per Ealing Broadway al traffico merci nell'aprile 1917. La CLR iniziò a utilizzare questa linea il 3 agosto 1920 servendosi di due nuove piattaforme a Ealing Broadway, costruite fra quelle della GWR e quelle della DR. Treni merci a vapore della GWR continuarono a servirsi di questa linea fino al 1938, quando i collegamenti con la GWR vennero chiusi e i binari riservati all'uso esclusivo della metropolitana.
Anche se erano in origine compagnie separate, nel 1920 la DR e la CLR erano entrambe di proprietà del gruppo della Underground Electric Railways Company of London (UERL); ciò nonostante, i servizi della CLR operavano per mezzo dell'edificio della stazione della GWR e non di quello della DR.
La stazione della GWR fu demolita nel 1961 e rimpiazzata da un edificio in cemento armato che ospita negozi e una biglietteria, con un palazzo a più piani adibito a uffici costruito al di sopra. La nuova stazione serve tutte le linee; la stazione separata della linea District fu chiusa. L'edificio esiste ancora e la facciata originale oggi ospita una serie di negozi.
Sulla piattaforma 9 (della District line) si trovano alcuni roundels in uno stile risalente al 1908 circa: tre di questi sono copie installate nel 1992

### Incidenti
- Il 16 novembre 1937, una locomotiva a vapore della GWR oltrepassò i segnali di arresto e si schiantò contro la cabina di segnalazione.[12]
- Il 20 dicembre 1973, un treno passeggeri espresso partito da Paddington deragliò. Una porta del vano batterie del locomotore era rimasta aperta dopo l'ultima ispezione e si sbloccò durante il viaggio. La porta urtò la piattaforma a Ealing Broadway, staccandosi, e nel cadere colpì la leva di azionamento di uno scambio. Lo scambio si spostò sotto al treno, causando il deragliamento di parte delle carrozze alla velocità di circa 70 miglia all'ora. Tra i 650 passeggeri del treno ci furono 10 vittime e 94 feriti.[13]
- Il 19 luglio 2000, il Real IRA piazzò una bomba vicino ai binari della stazione. L'ordigno fu scoperto e distrutto dalla polizia.[14]
- Il 2 marzo 2016 un treno della Linea District ha deragliato immediatamente fuori della stazione, per via di uno scambio posizionato in maniera non corretta. Non ci sono stati feriti.[15]

### Progetti
Ealing Broadway è stata inserita come fermata del progetto Crossrail. I servizi per il centro di Londra, che erano originariamente stati programmati per l'autunno 2019, sono iniziati infine nel maggio 2022. Per ospitare questi servizi, la stazione è stata sottoposta a una serie di interventi migliorativi, tra i quali l'allungamento delle banchine dei binari 1-3, l'accessibilità a passeggeri disabili, l'ampliamento della biglietteria e l'aumento del numero dei tornelli, un nuovo sovrappassaggio pedonale che collega i binari 1-4 e una nuova tettoia sul binario 4.
Nel maggio 2021 sono stati completati i lavori, che hanno visto le realizzazione di un nuovo atrio biglietteria con un ingresso ampliato e due ascensori che hanno reso la stazione accessibile a passeggeri con disabilità.

## Strutture e impianti
La stazione ha un totale di nove binari:
- quattro binari (numeri da 1 a 4) della National Rail, delle quali le numero 1 e 2 sono utilizzate solo in occasione di lavori di manutenzione o di altri disservizi;
- due binari (numero 5 e 6) della linea Central;
- tre binari (numeri da 7 a 9) della linea District.

I servizi della National Rail sono forniti dalla Great Western Railway e dalla TfL Rail. La metropolitana di Londra serve le due piattaforme della linea Central e le tre della linea District.
È inclusa nella Travelcard Zone 3.

## Movimento
Ealing Broadway è un nodo ferroviario con servizi operati da Great Western Railway, TfL Rail (dal maggio 2022 come Elizabeth Line) e London Underground (linee Central e District).
Il tipico servizio degli orari di morbida prevede sei treni all'ora della linea District diretti ad Upminster (via Earl's Court) e nove treni della linea Central di cui tre diretti ad Hainault, tre diretti a Newbury Park e tre diretti a Woodford (via Hainault).
Il servizio della linea Elizabeth, iniziato il 24 maggio 2022, prevede sei treni all'ora diretti a Paddington, due diretti a Heathrow Terminal 4, due diretti a Heathrow Terminal 5 e due diretti a Reading. Dall'autunno 2022 è previsto che i treni per Paddington continueranno nella sezione di tunnel sotto il centro di Londra fino ad Abbey Wood. Per maggio 2023 è prevista l'apertura del servizio, sempre via Paddington, verso Shenfield sulla Great Eastern Main Line.
Infine, per quanto concerne il servizio ferroviario nazionale, Great Western Rail opera quattro treni all'ora per Londra Paddington e due treni all'ora per Didcot Parkway via Reading.

## Interscambi
Nelle vicinanze della stazione effettuano fermata numerose linee urbane automobilistiche, gestite da London Buses
- Fermata autobus
- Stazione taxi[22]